# Tökmagok Afrikában
A Tökmagok Afrikában című könyvet Berg Judit József Attila-díjas magyar író írta.

## Cselekmény
|  | Alább a cselekmény részletei következnek! |

Minka szomorú, mert senki nem akar vele játszani. „Kicsi, lassú, gyenge és gyáva vagy.” Így megkéri Tökmag apót, a varázslót, hogy változtassa őt naggyá, erőssé, bátorrá és gyorssá. Ám az apó kissé melléfog, így Minkából oroszlán lesz, és eltűnik.
Az apó Rézit, Benőt és Palkót Afrikába repíti, hogy keressék meg Minkát, és egy varázspor segítségével változtassák vissza. Azok nemsokára meglátnak három oroszlánkölyköt, amint az anyjukkal játszanak.
A tökmagok hálót készítenek. Elcsalják az egyik kölyköt, majd rádobják a hálót és rászórják a varázsport. De mint kiderül, a kis oroszlán nem Minka, hanem Zulu.
Zulu még sosem hallott Minkáról, de a tökmagok kérésére megkérdezi édesapját. Palkó, Rézi és Benő egyedül maradnak a tisztáson, ahol feltűnik két hiéna.
Mielőtt azonban a fenevadak rátámadnának, egy oroszlán ugrik elő, és elűzi őket. Mikor az oroszlánban felismerik Minkát, rászórják a varázsport, és visszajutnak Tökmag apóhoz.
|  | Itt a vége a cselekmény részletezésének! |

## Szereplők

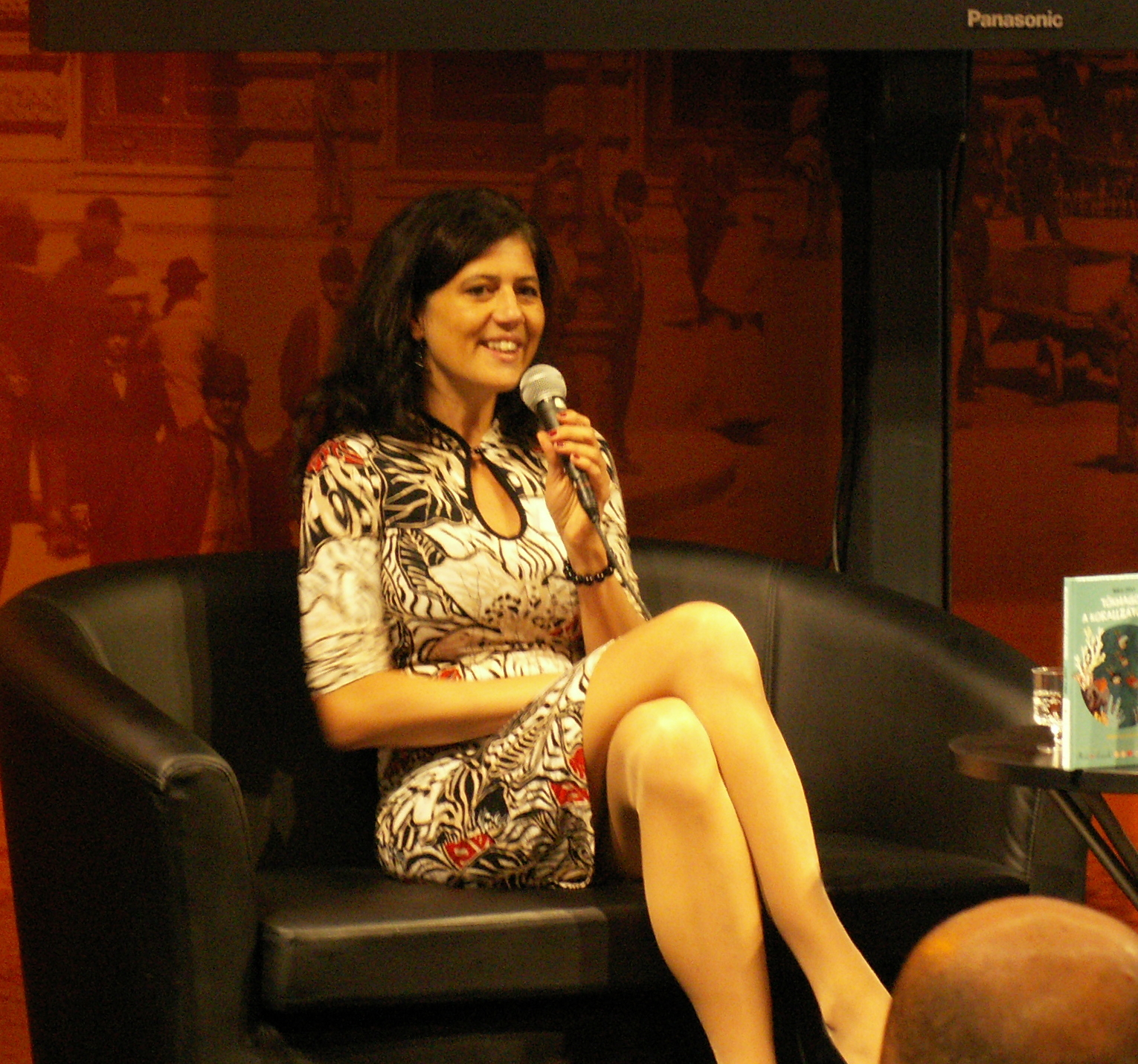
Berg Judit 2015-ben

- Benő
- Minka
- Rézi
- Palkó
- Tökmag apó
- Zulu

## Helyszínek
- Tökmag apó háza
- Afrika

## Fejezetek
- 1. fejezet - Minka vágya
- 2. fejezet - A mentőcsapat
- 3. fejezet - A csapda
- 4. fejezet - Zulu
- 5. fejezet - A legbátrabb oroszlán